# تاشکورگان
تاشکورگان (به انگلیسی: Tashkurgan، به چینی ساده شده: 塔什库尔干县، اویغور: تاشقورغان بازیری) به معنی دژ سنگی نام یک شهر و منطقهٔ باستانی در جمهوری خلق چین است که در شهرستان خودمختار تاشکورگان تاجیک، در غرب چین و نزدیک به مرز کشورهای تاجیکستان، افغانستان و پاکستان واقع شده‌است. این شهر مرکز شهرستان خودمختار تاشکورگان تاجیک است و در ناحیهٔ خودمختار سین کیانگ واقع شده‌است. تاشکورگان تاون ۳٬۰۹۴ متر بالاتر از سطح دریا واقع شده‌است.

## نام
تاشکورگان یا داش قورغان به معنای «دژ سنگی» یا «برج سنگی» است. نام چینی تاریخی این شهر نیز ترجمهٔ تحت‌اللفظی بوده‌است (چینی: 石头城، Shítouchéng). نام این شهر با الفبای فارسی-عربی اویغور به صورت تاشقۇرغان و در الفبای لاتین اویغور Tashqurghan baziri نوشته می‌شود. از لحاظ تاریخی، این شهر به نام Sarikol (ساریکال) یا Sariqol (سریقول) یا هجی سنتی (سریق قول) نیز خوانده شده‌است.

## تاریخ
تاشکورگان سابقهٔ طولانی در مسیر جادهٔ ابریشم دارد. مسیرهای اصلی کاروانی که در اینجا به هم می‌رسند منتهی می‌شوند به کاشغر در شمال، یچنگ در شرق، بدخشان و واخان در غرب، و چیترال و هانزا در جنوب غربی (خیبر پختونخوا و گلگت-بلتستان، پاکستان). حدود ۲٬۰۰۰ سال پیش، در زمان سلسلهٔ هان، تاشکورگان مرکز اصلی پادشاهی پولی (چینی: 蒲 犁) بود که در کتاب هان به آن اشاره شده‌است. این شهر بعدها به ورشاده معروف شد.

## جغرافیا
تاشکورگان مرکز شهرستان خودمختار تاشکورگان تاجیک است و در ارتفاع ۳٬۰۹۰ متر (۱۰٬۱۲۰ فوت)، نزدیک مرزهای افغانستان، تاجیکستان، قرقیزستان و پاکستان واقع شده‌است. تاشکورگان یک شهر تجاری برای تجارت گوسفند، پشم و کالاهای پشمی به ویژه فرش است و توسط و باغ‌های انبوه احاطه شده‌است. اکثریت جمعیت در این شهر اقوام تاجیک هستند. اکثر مردم منطقه با ساریکولی که یک زبان ایرانی شرقی است صحبت می‌کنند. همچنین روستایی از مردم وخی‌زبان نیز وجود دارد. چینی ماندارین و اویغور نیز صحبت می‌شود.
رودخانهٔ تاشکورگان درست از شمال گذرگاه خنجرآب آغاز می‌شود و در امتداد بزرگراه قره‌قروم به تاشکورگان در شمال جریان می‌یابد. درست در شمال تاشکورگان به سمت شرق می‌چرخد و از میان یک دره به حوضهٔ طارم می‌رود و در آنجا به رودخانهٔ زرفشان رود می‌پیوندد.

### آب و هوا
تاشکورگان آب و هوای بیابانی سرد دارد و تحت تأثیر ارتفاعات بلند، زمستان‌های طولانی بسیار سرد و تابستان‌های گرم دارد. متوسط دمای ماهانه و روزانهٔ آن از ۱۱٫۹ درجهٔ سانتی‌گراد (۱۰٫۶ درجهٔ فارنهایت) در ژانویه تا ۱۶٫۴ درجهٔ سانتی‌گراد (۶۱٫۵ درجهٔ فارنهایت) در ماه جولای است، در حالی که دمای میانگین سالانهٔ آن ۳٫۵۸ درجهٔ سانتی‌گراد (۳۸٫۴ درجهٔ فارنهایت) است. میزان بارش در سال به‌طور میانگین تنها ۶۸ میلی‌متر (۲٫۶۸ اینچ) می‌باشد.

## تقسیمات کشوری
از سال ۲۰۰۹، شامل سه جامعهٔ مسکونی بوده‌است با نام‌های کاشیگاله (喀什 尕 勒 社区)، کونابابزا (阔 纳巴扎 社区)، یینگشاهایر (英 沙海尔 社区) بوده‌است و از سال ۲۰۱۹، این شهر شامل شش مجموعهٔ مسکونی (نام‌های چینی ماندارین مشتق از پینین) به نام‌های Kashigale (喀什 尕 勒 社区)، Bulakegale (布拉克 尕 勒 社区)، Xudong (旭东 社区)، Xingfu (幸福)، Hongqi (红旗)، Shajilin (沙棘 林 社区) بوده‌است.

## حمل و نقل
از آنجا که این منطقه از مناطق پرجمعیت فاصله دارد، فرودگاه تاشکورگان از سال ۲۰۲۲ با باند ۳٬۸۰۰ متری افتتاح شد. این فرودگاه نزدیک‌ترین فرودگاه چین به پاکستان، تاجیکستان و افغانستان می‌باشد.

### بزرگراه قره‌قروم
تاشکورگان در مسیر بزرگراه قره‌قروم است که مسیر قدیمی جادهٔ ابریشم را از چین به پاکستان دنبال می‌کند. امکانات اسکان در دسترس است و توقف شبانه برای مسافران جاده‌ای از چین به پاکستان توصیه می‌شود تا بهترین فرصت عبور از گذرگاه مستعد برفی گردنهٔ خنجراب را در نور روز داشته باشند. ثبت‌نام ویژه با پلیس باید پیش از ورود به تاشکورگان انجام شود و شهروندان چینی باید پیش از ورود به منطقه اجازهٔ کتبی را از ادارهٔ پلیس محلی خود دریافت کنند.
تاشکورگان در مسیر بزرگراه قره‌قروم (بزرگراه N–35) بین دو شهر کاشغر از چین و ساست از پاکستان، و در فاصلهٔ حدود ۲۹۰ کیلومتری (۱۸۰ مایل) جنوب کاشغر و ۲۱۲ کیلومتری (۱۳۱ مایل) شمال شرق شهر مرزی ساست واقع شده‌است. سرویس حمل و نقل جاده‌ای مسافر میان تاشکورگان و شهرهای پاکستان، ساست و گلگت سال‌هاست که وجود دارد، و سرویس جاده‌ای میان کاشغر و گلگت (از طریق تاشکورگان و ساست) از تابستان سال ۲۰۰۶ آغاز شده‌است. هر چند که مسیر گردنهٔ خنجراب (مرتفع‌ترین نقطهٔ مرزی جهان) فقط میان اول ماه مه و ۱۵ اکتبر باز است. در طول زمستان، جاده‌ها با برف مسدود می‌شوند.